# Georges Gillet
Georges Gillet   (Louviers, 17 de maig de 1854 - Bessoncourt, 8 de febrer de 1920) va ser un oboista, professor i compositor francès.
A més d'estrenar obres d'oboè de destacats compositors francesos del segle xix, inclosos Émile Paladilhe, Charles-Édouard Lefebvre, Clémence de Grandval i Camille Saint-Saëns, entre d'altres, Gillet va ser el professor de Fritz Flemming, Fernand Gillet, Alfred Doucet i Marcel Tabuteau al París Conservatory, va ajudar a desenvolupar la marca d'oboè F. Lorée i va compondre diversos estudis que encara s'utilitzen avui en dia.

## Biografia
Nascut en una família musical a Louviers, Gillet i el seu germà, violoncel·lista i compositor, Ernest Gillet (1856-1940) eren prodigis musicals. Gillet va començar a estudiar l'oboè quan tenia dotze anys i, menys d'un any després, va ingressar al Conservatori de París per estudiar amb Charles Colin. Després de rebre el primer premi als 15 anys, es va graduar el 1869. Després de graduar-se, va ocupar càrrecs d'oboè a la "Comédie-Italienne", "Concerts Colonne", Orchestre de la Société des Concerts du Conservatoire, Opéra-Comique, i l'Òpera de París, així com un lloc docent de llarga durada al Conservatori de París del 1881 al 1919. A més de càrrecs d'orquestra i professors, Gillet va ser membre fundador de la "Société de Musique de Chambre pour Instruments à Vent" (Música de cambra) amb Paul Taffanel, Charles-Paul Turban i Camille Saint-Saëns que van estrenar obres de Charles Gounod, Lefebvre, Saint-Saëns i Mozart. Gillet va ser molt respectat a la França del segle xix, amb el seu nebot Fernand més tard afirmant que el seu so, tècnica i fabricació de canyes eren "l'enveja de tots". Gillet va morir als 65 anys i va ser enterrat al cementiri de Montmartre.

## Conservatori de París
Gillet va començar al conservatori a l'octubre de 1881. Com a professor, dos dels estudiants més notables de Gillet eren el seu nebot, Fernand Gillet i Marcel Tabuteau. Tabuteau va utilitzar els mètodes del seu professor per adaptar un nou estil d'interpretació als Estats Units. Altres estudiants van incloure dos principals oboistes de l'Orquestra Simfònica de Boston, Albert Weiss i Georges Longy; Alfred Barthel, director de la Chicago Symphony; Louis Speyer i Alexandre Duvoir. A George Gillet se li atribueix la introducció del vibrato al Conservatori de París, així com l'ensenyament dels estudiants a escalfar-se tocant tres escales cromàtiques en terços en qualsevol sessió de pràctiques. Mentre era al conservatori, Gillet va compondre un conjunt d'estudis, Etudes pur L'enseignement Superieur du Hautbois. Entre els seus estudiants va tenir a Alfred Doucet i, Gillet es va preocupar molt pels seus estudiants, de manera que la seva vida es va tornar cada cop més tensa quan tres d'ells van morir a la Primera Guerra Mundial. Gillet es va retirar per motius de salut el 1919.

## Treballa amb Lorée
Abans de la creació de Lorée el 1881, el fabricant dominant d'oboès era Triebert, encapçalat per Fréderic Triebert. Gillet va treballar amb Triebert per formular el sistema oboe nº. 6, més conegut com l'oboè del "Conservatori". L'empresa Lorée es va fundar quan François Lorée va deixar la seva feina com a últim capatàs de Triebert. Segons Laila Storch, Gillet va animar Lorée a obrir la seva pròpia empresa. François Lorée i el seu fill Adolphe Lucien Lorée van treballar amb Gillet i van fer que "F. Lorée oboès" fos una de les marques més populars fabricades. Gillet va designar ràpidament els oboès de Lorée com la marca necessària per ser utilitzada pels estudiants del Conservatori de París. El 1906, el fill de Lorée, Lucien, va col·laborar amb Gillet per crear l'oboè del "sistema d'altiplans del conservatori", un estil que s'utilitza universalment en l'actualitat.

## Composicions
Gillet també va compondre un conjunt d'estudis titulats Études pour L'enseignement Supérieur du Hautbois, o Estudis per a l'ensenyament avançat de l'oboè, que s'han convertit en una part estàndard del repertori d'oboè. En la introducció dels estudis, Gillet va afirmar que va escriure els estudis per als seus estudiants per tal de poder tocar el cada vegada més difícil repertori en solitari i orquestral per a l'oboè, i que els compositors haurien d'utilitzar els estudis com a guia aproximada per les possibilitats tècniques de l'oboè.
| « | <He intentat que la lectura [dels estudis] sigui tan àrdua com sigui possible per preparar-vos per a totes les sorpreses que he trobat a l'orquestra i en algunes peces de lectura a la vista en els exàmens i concursos, i he tingut especial cura en inclouen passatges i articulacions nombrosos i molt difícils, així com certs trills alts i baixos... Espero que us familiaritzi amb totes les dificultats del vostre instrument; Estaré molt recompensat pel meu problema si és propici per al vostre progrés i si és d'ajuda material per desenvolupar el vostre talent incipient i per perfeccionar-vos en el difícil art de l'oboè.> | » |

Actualment, els estudis són d'ús comú. L' oboista John de Lancie va utilitzar el llibre d'estudi com el quart i últim llibre de la seva progressió pedagògica per als seus estudiants del "Curtis Institute of Music".